# Dianthus plumarius
Dianthus plumarius — вид квіткових рослин з родини гвоздикових (Caryophyllaceae). Ареал: Польща, Словенія, Хорватія, Австрія, Угорщина, Італія; інтродукція: Канада, США, Європа, Нова Зеландія.

## Біоморфологічний опис
Це трав'яниста Багаторічна рослина, що досягає висоти 20—60 сантиметрів. Стебло зелене, прямовисне, майже квадратне, голе й розгалужене у верхній частині. Листки синьо-зелені, супротивні прості, лінійні та сидячі, їхня ширина близько 3 міліметрів і довжина близько 10 сантиметрів. Період цвітіння з квітня по липень. Квітки з'являються поодинці або парами, рідше до п'яти на одному стеблі. Квітки двостатеві й радіально-симетричні, з 10 тичинками. Чашолистків зазвичай чотири, рідше від двох до шести; вони короткі, колючо-загострені, оберненояйцеподібні, з довжиною від чверті до половини чашечки. Чашечка зелена, має довжину від 17 до 30 міліметрів, у чотири-п'ять разів довша за ширину та має майже циліндричну форму. Пелюстки білі або рожеві до червоних і без плям, 10–18 мм завдовжки, з бахромчастими краями. Плід — коробочка кількома насінинами.